# 卡尤加 (北达科他州)
卡尤加（英語：Cayuga）是美国北达科他州下属的一座城市。根据2010年美国人口普查，该市有人口27人。